# Плей-оф Ліги Європи УЄФА 2010—2011
Ця стаття містить інформацію про стадії плей-оф Ліги Європи УЄФА 2010/11.
У плей-оф візьмуть участь 32 клуби: 24 клуби, що зайняли перші два місця в групах на груповому етапі, і 8 клубів, що зайняли 3-і місця на груповому етапі Ліги чемпіонів.

## Жеребкування
Жеребкування 1/16 фіналу і 1/8 фіналу пройшла 17 грудня 2010 року в Ньйоні. На стадії 1/16 фіналу був використаний «посів»: 12 команд переможців та 4 найкращі за статистичними показниками команди, що посіли 3-ті місця в Лізі чемпіонів були посіяні і проведуть матч-відповідь «вдома». Також було накладено обмеження: команди з однієї країни і з однієї групи не можуть зустрітися на цій стадії. При жеребкуванні 1/8 фіналу «посів» не проводився і обмеження не діяли.
При жеребкуванні наступних стадій, яка відбулася 18 березня 2011 року в Ньйоні, «посів» проводитися не буде, також команди з однієї країни або з однієї групи можуть зустрітися на будь-якій стадії. Лига Європи УЄФА. Жеребкування. 1/4 і 1/2 фіналу. УЄФА. Архів оригіналу за 3 липня 2012. Процитовано 4 листопада 2010.

## Учасники
| Умовні колірні позначення                                 |
| --------------------------------------------------------- |
| Переможці груп, були посіяні при жеребкуванні 1/16 фіналу |

| Група | Команди            | Команди        |
| ----- | ------------------ | -------------- |
| A     | Манчестер Сіті     | Лех            |
| B     | Байєр 04           | Аріс           |
| C     | Спортінг (Лісабон) | Лілль          |
| D     | Вільярреал         | ПАОК           |
| E     | Динамо (Київ)      | БАТЕ           |
| F     | ЦСКА               | Спарта (Прага) |
| G     | Зеніт              | Андерлехт      |
| H     | Штутгарт           | Янг Бойз       |
| I     | ПСВ                | Металіст       |
| J     | Парі Сен-Жермен    | Севілья        |
| K     | Ліверпуль          | Наполі         |
| L     | Порту              | Бешикташ       |

### Команди, що вибули з Ліги чемпіонів
| Умовні колірні позначення                                      |
| -------------------------------------------------------------- |
| Найкращі 4 команди були посіяні при жеребкуванні 1 / 16 фіналу |

| Група | Клуб             | В | Н | П | М      | ±  | Очки |
| ----- | ---------------- | - | - | - | ------ | -- | ---- |
| F     | Спартак (Москва) | 3 | 0 | 3 | 7 - 10 | -3 | 9    |
| H     | Брага            | 3 | 0 | 3 | 5 - 11 | -6 | 9    |
| G     | Аякс             | 2 | 1 | 3 | 6 - 10 | -4 | 7    |
| A     | Твенте           | 1 | 3 | 2 | 9 - 11 | -2 | 6    |
| D     | Рубін            | 1 | 3 | 2 | 2 - 4  | -2 | 6    |
| E     | Базель           | 2 | 0 | 4 | 8 - 11 | -3 | 6    |
| C     | Рейнджерс        | 1 | 3 | 2 | 3 - 6  | -3 | 6    |
| B     | Бенфіка          | 2 | 0 | 4 | 7 - 12 | -5 | 6    |

## Сітка турніру
| 1/16 фіналу                                                    | 1/16 фіналу | 1/16 фіналу | 1/16 фіналу |  |                | 1/8 фіналу                                                     | 1/8 фіналу | 1/8 фіналу | 1/8 фіналу |  |  | Чвертьфінал | Чвертьфінал | Чвертьфінал | Чвертьфінал |  |  | Півфінал   | Півфінал | Півфінал | Півфінал |  |  | Фінал | Фінал |
|                                                                |             |             |             |  |                |                                                                |            |            |            |  |  |             |             |             |             |  |  |            |          |          |          |  |  |       |       |
| ПАОК                                                           | 0           | 1           | 1           |  |                |                                                                |            |            |            |  |  |             |             |             |             |  |  |            |          |          |          |  |  |       |       |
| ЦСКА                                                           | 1           | 1           | 2           |  |                | ЦСКА                                                           | 0          | 1          | 1          |  |  |             |             |             |             |  |  |            |          |          |          |  |  |       |       |
| Севілья                                                        | 1           | 1           | 2           |  | Порту          | 1                                                              | 2          | 3          |            |  |  |             |             |             |             |  |  |            |          |          |          |  |  |       |       |
| Порту (гв)                                                     | 2           | 0           | 2           |  |                |                                                                |            |            |            |  |  | Порту       | 5           | 5           | 10          |  |  |            |          |          |          |  |  |       |       |
| Андерлехт                                                      | 0           | 0           | 0           |  |                |                                                                |            |            |            |  |  | Спартак     | 1           | 2           | 3           |  |  |            |          |          |          |  |  |       |       |
| Файл:600px Bianco con striscia verticale spessa Rossa.png Аякс | 3           | 2           | 5           |  |                | Файл:600px Bianco con striscia verticale spessa Rossa.png Аякс | 0          | 0          | 0          |  |  |             |             |             |             |  |  |            |          |          |          |  |  |       |       |
| Базель                                                         | 2           | 1           | 3           |  | Спартак        | 1                                                              | 3          | 4          |            |  |  |             |             |             |             |  |  |            |          |          |          |  |  |       |       |
| Спартак                                                        | 3           | 1           | 4           |  |                |                                                                |            |            |            |  |  |             |             |             |             |  |  | Порту      | 5        | 2        | 7        |  |  |       |       |
| Металіст                                                       | 0           | 0           | 0           |  |                |                                                                |            |            |            |  |  |             |             |             |             |  |  | Вільярреал | 1        | 3        | 4        |  |  |       |       |
| Баєр                                                           | 4           | 2           | 6           |  |                | Баєр                                                           | 2          | 1          | 3          |  |  |             |             |             |             |  |  |            |          |          |          |  |  |       |       |
| Наполі                                                         | 0           | 1           | 1           |  | Вільярреал     | 3                                                              | 2          | 5          |            |  |  |             |             |             |             |  |  |            |          |          |          |  |  |       |       |
| Вільярреал                                                     | 0           | 2           | 2           |  |                |                                                                |            |            |            |  |  | Вільярреал  | 5           | 3           | 8           |  |  |            |          |          |          |  |  |       |       |
| Рубін                                                          | 0           | 2           | 2           |  |                |                                                                |            |            |            |  |  | Твенте      | 1           | 1           | 2           |  |  |            |          |          |          |  |  |       |       |
| Твенте                                                         | 2           | 2           | 4           |  |                | Твенте                                                         | 3          | 0          | 3          |  |  |             |             |             |             |  |  |            |          |          |          |  |  |       |       |
| Янґ Бойз                                                       | 2           | 1           | 3           |  | Зеніт          | 0                                                              | 2          | 2          |            |  |  |             |             |             |             |  |  |            |          |          |          |  |  |       |       |
| Зеніт                                                          | 1           | 3           | 4           |  |                |                                                                |            |            |            |  |  |             |             |             |             |  |  |            |          |          |          |  |  | Порту |       |
| Бешикташ                                                       | 1           | 0           | 1           |  |                |                                                                |            |            |            |  |  |             |             |             |             |  |  |            |          |          |          |  |  | Брага |       |
| Динамо                                                         | 4           | 4           | 8           |  |                | Динамо                                                         | 2          | 0          | 2          |  |  |             |             |             |             |  |  |            |          |          |          |  |  |       |       |
| Аріс                                                           | 0           | 0           | 0           |  | Манчестер Сіті | 0                                                              | 1          | 1          |            |  |  |             |             |             |             |  |  |            |          |          |          |  |  |       |       |
| Манчестер Сіті                                                 | 0           | 3           | 3           |  |                |                                                                |            |            |            |  |  | Динамо      | 1           | 0           | 1           |  |  |            |          |          |          |  |  |       |       |
| Лех                                                            | 1           | 0           | 1           |  |                |                                                                |            |            |            |  |  | Брага (гв)  | 1           | 0           | 1           |  |  |            |          |          |          |  |  |       |       |
| Брага                                                          | 0           | 2           | 2           |  |                | Брага                                                          | 1          | 0          | 1          |  |  |             |             |             |             |  |  |            |          |          |          |  |  |       |       |
| Спарта                                                         | 0           | 0           | 0           |  | Ліверпуль      | 0                                                              | 0          | 0          |            |  |  |             |             |             |             |  |  |            |          |          |          |  |  |       |       |
| Ліверпуль                                                      | 0           | 1           | 1           |  |                |                                                                |            |            |            |  |  |             |             |             |             |  |  | Бенфіка    | 2        | 0        | 2        |  |  |       |       |
| Бенфіка                                                        | 2           | 2           | 4           |  |                |                                                                |            |            |            |  |  |             |             |             |             |  |  | Брага (гв) | 1        | 1        | 2        |  |  |       |       |
| Штутгарт                                                       | 1           | 0           | 1           |  |                | Бенфіка                                                        | 2          | 1          | 3          |  |  |             |             |             |             |  |  |            |          |          |          |  |  |       |       |
| БАТЕ                                                           | 2           | 0           | 2           |  | ПСЖ            | 1                                                              | 1          | 2          |            |  |  |             |             |             |             |  |  |            |          |          |          |  |  |       |       |
| ПСЖ (гв)                                                       | 2           | 0           | 2           |  |                |                                                                |            |            |            |  |  | Бенфіка     | 4           | 2           | 6           |  |  |            |          |          |          |  |  |       |       |
| Лілль                                                          | 2           | 1           | 3           |  |                |                                                                |            |            |            |  |  | ПСВ         | 1           | 2           | 3           |  |  |            |          |          |          |  |  |       |       |
| ПСВ                                                            | 2           | 3           | 5           |  |                | ПСВ                                                            | 0          | 1          | 1          |  |  |             |             |             |             |  |  |            |          |          |          |  |  |       |       |
| Рейнджерс (гв)                                                 | 1           | 2           | 3           |  | Рейнджерс      | 0                                                              | 0          | 0          |            |  |  |             |             |             |             |  |  |            |          |          |          |  |  |       |       |
| Спортінг                                                       | 1           | 2           | 3           |  |                |                                                                |            |            |            |  |  |             |             |             |             |  |  |            |          |          |          |  |  |       |       |

## 1/16 фіналу
Жеребкування відбулося 17 грудня 2010 року в Ньйоні, Швейцарія. Перші матчі було зіграно 17 лютого, другі — 24 лютого.
| Команда 1 | Заг.     | Команда 2  | 1-й матч | 2-й матч |
| --------- | -------- | ---------- | -------- | -------- |
| Наполі    | 1:2      | Вільярреал | 0:0      | 1:2      |
| Рейнджерс | (гв) 3:3 | Спортінг   | 1:1      | 2:2      |
| Спарта    | 0:1      | Ліверпуль  | 0:0      | 0:1      |
| Андерлехт | 0:5      | Аякс       | 0:3      | 0:2      |
| Лех       | 1:2      | Брага      | 1:0      | 0:2      |
| Бешикташ  | 1:8      | Динамо     | 1:4      | 0:4      |
| Базель    | 3:4      | Спартак    | 2:3      | 1:1      |
| Янґ Бойз  | 3:4      | Зеніт      | 2:1      | 1:3      |
| Аріс      | 0:3      | Ман. Сіті  | 0:0      | 0:3      |
| ПАОК      | 1:2      | ЦСКА       | 0:1      | 1:1      |
| Севілья   | 2:2 (гв) | Порту      | 1:2      | 1:0      |
| Рубін     | 2:4      | Твенте     | 0:2      | 2:2      |
| Лілль     | 3:5      | ПСВ        | 2:2      | 1:3      |
| Бенфіка   | 4:1      | Штутгарт   | 2:1      | 2:0      |
| БАТЕ      | 2:2 (гв) | ПСЖ        | 2:2      | 0:0      |
| Металіст  | 0:6      | Баєр       | 0:4      | 0:2      |

### Перші матчі
| 15 лютого 2011 18:00 |

| Аріс | 0 – 0    | Ман. Сіті |
| ---- | -------- | --------- |
|      | Протокол |           |

| Клеантіс Вікелідіс, Салоніки Глядачів: 18,812 Арбітр: Альберто Ундіано Мальєнко (Іспанія) |

| 17 лютого 2011 13:00 |

| Рубін | 0 – 2    | Твенте                    |
| ----- | -------- | ------------------------- |
|       | Протокол | Де Йонг 77' Вісгерхоф 88' |

| Лужники, Москва Глядачів: 567 Арбітр: Роберт Шьоргенхофер (Австрія) |

| 17 лютого 2011 17:00 |

| Металіст | 0 – 4    | Баєр                                   |
| -------- | -------- | -------------------------------------- |
|          | Протокол | Дердійок 23' Кастро 72' Сам 90', 90+2' |

| Металіст, Харків Глядачів: 35,216 Арбітр: Серж Гюмьєні (Бельгія) |

| 17 лютого 2011 19:00 |

| Наполі | 0 – 0    | Вільярреал |
| ------ | -------- | ---------- |
|        | Протокол |            |

| Сан-Паоло, Неаполь Глядачів: 47,529 Арбітр: Марк Клаттенбург (Англія) |

| 17 лютого 2011 19:00 |

| Андерлехт | 0 – 3    | Аякс                                         |
| --------- | -------- | -------------------------------------------- |
|           | Протокол | Алдервейрелд 32' Еріксен 59' Ель Хамдауі 67' |

| Констант Ванден Сток, Брюссель Глядачів: 21,195 Арбітр: Джанлука Роккі (Італія) |

| 17 лютого 2011 19:00 |

| Лех         | 1 – 0    | Брага |
| ----------- | -------- | ----- |
| Руднєвс 72' | Протокол |       |

| Муніципальний стадіон, Познань Глядачів: 29,1333 Арбітр: Владислав Безбородов (Росія) |

| 17 лютого 2011 19:00 |

| Бешикташ     | 1 – 4    | Динамо (Київ)                                        |
| ------------ | -------- | ---------------------------------------------------- |
| Кварежма 37' | Протокол | Вукоєвич 26' Шевченко 50' Юссуф 56' Гусєв 90' (пен.) |

| Іненю, Стамбул Глядачів: 21,809 Арбітр: Педру Проенса (Португалія) |

| 17 лютого 2011 19:00 |

| Бенфіка              | 2 – 1    | Штутгарт   |
| -------------------- | -------- | ---------- |
| Кардосо 70' Хара 81' | Протокол | Харнік 21' |

| Луж, Лісабон Глядачів: 44,852 Арбітр: Ерік Брамхар (Нідерланди) |

| 17 лютого 2011 19:00 |

| БАТЕ                      | 2 – 2    | Парі Сен-Жермен         |
| ------------------------- | -------- | ----------------------- |
| Брессан 16' Гордейчук 80' | Протокол | Ердінч 29' Люїндюла 89' |

| Динамо, Мінськ Глядачів: 6,080 Арбітр: Алон Єфет (Ізраїль) |

| 17 лютого 2011 21:05 |

| Рейнджерс    | 1 – 1    | Спортінг (Лісабон) |
| ------------ | -------- | ------------------ |
| Віттакер 66' | Протокол | Фернандес 89'      |

| Айброкс, Глазго Глядачів: 34,095 Арбітр: Мануель Грефе (Німеччина) |

| 17 лютого 2011 21:05 |

| Спарта (Прага) | 0 – 0    | Ліверпуль |
| -------------- | -------- | --------- |
|                | Протокол |           |

| Дженералі Арена, Прага Глядачів: 17,569 Арбітр: Флоріан Маєр (Німеччина) |

| 17 лютого 2011 21:05 |

| Базель                | 2 – 3    | Спартак (Москва)                         |
| --------------------- | -------- | ---------------------------------------- |
| Фрай 36' Штреллер 41' | Протокол | Д. Комбаров 61' Дзюба 70' Ананідзе 90+2' |

| Санкт-Якоб Парк, Базель Глядачів: 13,073 Арбітр: Александар Ставрєв (Республіка Македонія) |

| 17 лютого 2011 21:05 |

| Янг Бойз              | 2 – 1    | Зеніт        |
| --------------------- | -------- | ------------ |
| Лулич 46' Маюка 90+3' | Протокол | Ломбартс 20' |

| Стад де Суїсс, Берн Глядачів: 15,026 Арбітр: Анастасіос Какос (Греція) |

| 17 лютого 2011 21:05 |

| ПАОК | 0 – 1    | ЦСКА      |
| ---- | -------- | --------- |
|      | Протокол | Нецид 29' |

| Тумба, Салоніки Глядачів: 22,245 Арбітр: Андре Маррінер (Англія) |

| 17 лютого 2011 21:05 |

| Севілья    | 1 – 2    | Порту                  |
| ---------- | -------- | ---------------------- |
| Кануте 65' | Протокол | Роланду 58' Гуарін 86' |

| Рамон Санчес Пісхуан, Севілья Глядачів: 21,555 Арбітр: Крейг Томсон (Шотландія) |

| 17 лютого 2011 21:05 |

| Лілль                | 2 – 2    | ПСВ                    |
| -------------------- | -------- | ---------------------- |
| Гуейє 6' Де Мелу 31' | Протокол | Боума 83' Тойвонен 84' |

| Лілль-Метрополь, Вільнев-д'Аск Глядачів: 16,951 Арбітр: Александру Дан Тудор (Румунія) |

### Другі матчі
| 22 лютого 2011 18:00 |

| ЦСКА          | 1 – 1    | ПАОК           |
| ------------- | -------- | -------------- |
| Ігнашевич 80' | Протокол | Муслімовіч 67' |

| Лужники, Москва Глядачів: 10,500 Арбітр: Лоран Дюамель (Франція) |

ЦСКА переміг з загальним рахунком 2–1.
| 23 лютого 2011 18:00 |

| Порту | 0 – 1    | Севілья          |
| ----- | -------- | ---------------- |
|       | Протокол | Луїс Фабіано 71' |

| Драгау, Порту Глядачів: 35,609 Арбітр: Говард Вебб (Англія) |

Порту пройшов далі завдяки більшій кількості голів, забитих на виїзді при загальному рахунку 2–2.
| 24 лютого 2011 17:00 |

| Зеніт                             | 3 – 1    | Янг Бойз   |
| --------------------------------- | -------- | ---------- |
| Лазович 41' Сємак 52' Широков 76' | Протокол | Жемаль 21' |

| Петровський, Санкт-Петербург Глядачів: 17,500 Арбітр: Кристинн Якобссон (Ісландія) |

Зеніт переміг з загальним рахунком 4–3.
| 24 лютого 2011 19:00 |

| Спортінг (Лісабон)   | 2 – 2    | Рейнджерс          |
| -------------------- | -------- | ------------------ |
| Мендеш 42' Джало 83' | Протокол | Діуф 19' Еду 90+2' |

| Алваладе XXI, Лісабон Глядачів: 15,375 Арбітр: Паоло Тальявенто (Італія) |

Спортінг (Лісабон) пройшов далі завдяки більшій кількості голів, забитих на виїзді при загальному рахунку 3–3
| 24 лютого 2011 19:00 |

| Ліверпуль | 1 – 0    | Спарта (Прага) |
| --------- | -------- | -------------- |
| Кейт 86'  | Протокол |                |

| Енфілд, Ліверпуль Глядачів: 42,949 Арбітр: Мілорад Мажич (Сербія) |

Ліверпуль переміг з загальним рахунком 1–0.
| 24 лютого 2011 19:00 |

| Спартак (Москва) | 1 – 1    | Базель         |
| ---------------- | -------- | -------------- |
| Макгіді 90+1'    | Протокол | Чіпперфілд 15' |

| Лужники, Москва Глядачів: 14,900 Арбітр: Крістіан Балаж (Румунія) |

Спартак (Москва) переміг з загальним рахунком 4–3.
| 24 лютого 2011 19:00 |

| ПСВ                              | 3 – 1    | Лілль   |
| -------------------------------- | -------- | ------- |
| Джуджак 55' Ленс 67' Марсело 73' | Протокол | Фро 22' |

| Філіпс Стадіон, Ейндговен Глядачів: 28,000 Арбітр: Едуардо Ітурральде Гонсалес (Іспанія) |

ПСВ переміг з загальним рахунком 5–3.
| 24 лютого 2011 19:00 |

| Байєр 04              | 2 – 0    | Металіст |
| --------------------- | -------- | -------- |
| Рольфес 47' Балак 70' | Протокол |          |

| БайАрена, Леверкузен Глядачів: 16,212 Арбітр: Вільям Коллум (Шотландія) |

Байєр 04 переміг з загальним рахунком 6–0.
| 24 лютого 2011 21:05 |

| Вільярреал             | 2 – 1    | Наполі     |
| ---------------------- | -------- | ---------- |
| Нілмар 43' Россі 45+1' | Протокол | Гамшик 18' |

| Ель-Мадрігал, Вільярреал Глядачів: 21,061 Арбітр: Джюнейт Чакір (Туреччина) |

Вільярреал переміг з загальним рахунком 2–1.
| 24 лютого 2011 21:05 |

| Аякс               | 2 – 0    | Андерлехт |
| ------------------ | -------- | --------- |
| Сулеймані 11', 17' | Протокол |           |

| Амстердам-Арена, Амстердам Глядачів: 42,591 Арбітр: Мартін Ханссон (Швеція) |

Аякс переміг з загальним рахунком 5–0.
| 24 лютого 2011 21:05 |

| Брага            | 2 – 0    | Лех |
| ---------------- | -------- | --- |
| Алан 8' Ліма 36' | Протокол |     |

| Муніципальний стадіон, Брага Глядачів: 10,007 Арбітр: Маркус Стрьомбергссон (Швеція) |

Брага перемогла з загальним рахунком 2–1.
| 24 лютого 2011 21:05 |

| Динамо (Київ)                                    | 4 – 0    | Бешикташ |
| ------------------------------------------------ | -------- | -------- |
| Вукоєвич 3' Ярмоленко 55' Гусєв 64' Шевченко 74' | Протокол |          |

| Стадіон «Динамо» імені Валерія Лобановського, Київ Глядачів: 15,300 Арбітр: Тоні Шапрон (Франція) |

Динамо (Київ) перемогло з загальним рахунком 8–1.
| 24 лютого 2011 21:05 |

| Манчестер Сіті            | 3 – 0    | Аріс |
| ------------------------- | -------- | ---- |
| Джеко 7', 12' Яя Туре 75' | Протокол |      |

| Сіті оф Манчестер, Манчестер Глядачів: 36,748 Арбітр: Павел Краловець (Чехія) |

Манчестер Сіті переміг з загальним рахунком 3–0.
| 24 лютого 2011 21:05 |

| Твенте                    | 2 – 2    | Рубін                  |
| ------------------------- | -------- | ---------------------- |
| Янссен 45+1' Тейшейра 47' | Протокол | Ансальді 22' Нобоа 24' |

| Гролс Весте, Енсхеде Глядачів: 23,000 Арбітр: Марцін Борський (Польща) |

Твенте переміг з загальним рахунком 4–2.
| 24 лютого 2011 21:05 |

| Штутгарт | 0 – 2    | Бенфіка                 |
| -------- | -------- | ----------------------- |
|          | Протокол | Сальвіо 31' Кардосо 78' |

| Мерседес-Бенц Арена, Штутгарт Глядачів: 25,800 Арбітр: Майк Дін (Англія) |

Бенфіка перемогла з загальним рахунком 4–1.
| 24 лютого 2011 21:05 |

| Парі Сен-Жермен | 0 – 0    | БАТЕ |
| --------------- | -------- | ---- |
|                 | Протокол |      |

| Парк де Пренс, Париж Глядачів: 17,717 Арбітр: Кевін Блом (Нідерланди) |

Парі Сен-Жермен пройшов далі завдяки більшій кількості голів, забитих на виїзді при загальному рахунку 2–2.

## 1/8 фіналу
Перші матчі пройшли 10 березня, матчі-відповіді — 17 березня 2011 року.
| Команда 1 | Заг. | Команда 2  | 1-й матч | 2-й матч |
| --------- | ---- | ---------- | -------- | -------- |
| Бенфіка   | 3:2  | ПСЖ        | 2:1      | 1:1      |
| Динамо    | 2:1  | Ман. Сіті  | 2:0      | 0:1      |
| Твенте    | 3:2  | Зеніт      | 3:0      | 0:2      |
| ЦСКА      | 1:3  | Порту      | 0:1      | 1:2      |
| ПСВ       | 1:0  | Рейнджерс  | 0:0      | 1:0      |
| Баєр      | 3:5  | Вільярреал | 2:3      | 1:2      |
| Аякс      | 0:4  | Спартак    | 0:1      | 0:3      |
| Брага     | 1:01 | Ліверпуль  | 1:0      | 0:0      |

### Перші матчі
| 10 березня 2011 19:00 |

| ЦСКА | 0 – 1    | Порту      |
| ---- | -------- | ---------- |
|      | Протокол | Гуарін 70' |

| Лужники, Москва Глядачів: 19,994 Арбітр: Роберт Шьоргенхофер (Австрія) |

| 10 березня 2011 19:00 |

| ПСВ | 0 – 0    | Рейнджерс |
| --- | -------- | --------- |
|     | Протокол |           |

| Філіпс Стадіон, Ейндговен Глядачів: 26,000 Арбітр: Мартін Ханссон (Швеція) |

| 10 березня 2011 19:00 |

| Байєр 04              | 2 – 3    | Вільярреал                  |
| --------------------- | -------- | --------------------------- |
| Кадлец 33' Кастро 72' | Протокол | Россі 42' Нілмар 70', 90+4' |

| БайАрена, Леверкузен Глядачів: 20,126 Арбітр: Паоло Тальявенто (Італія) |

| 10 березня 2011 19:00 |

| Брага           | 1 – 0    | Ліверпуль |
| --------------- | -------- | --------- |
| Алан 18' (пен.) | Протокол |           |

| Муніципальний стадіон, Брага Глядачів: 12,991 Арбітр: Серж Гюмьєні (Бельгія) |

| 10 березня 2011 21:05 |

| Бенфіка                    | 2 – 1    | Парі Сен-Жермен |
| -------------------------- | -------- | --------------- |
| Максі Перейра 42' Хара 81' | Протокол | Люїндюла 14'    |

| Луж, Лісабон Глядачів: 33,928 Арбітр: Павел Краловець (Чехія) |

| 10 березня 2011 21:05 |

| Динамо (Київ)          | 2 – 0    | Манчестер Сіті |
| ---------------------- | -------- | -------------- |
| Шевченко 25' Гусєв 77' | Протокол |                |

| Стадіон «Динамо» імені Валерія Лобановського, Київ Глядачів: 16,315 Арбітр: Флоріан Маєр (Німеччина) |

| 10 березня 2011 21:05 |

| Твенте                         | 3 – 0    | Зеніт |
| ------------------------------ | -------- | ----- |
| Де Йонг 25', 90+2' Ландзат 56' | Протокол |       |

| Гролс Весте, Енсхеде Глядачів: 20,750 Арбітр: Марк Клатенбург (Англія) |

| 10 березня 2011 21:05 |

| Аякс | 0 – 1    | Спартак (Москва) |
| ---- | -------- | ---------------- |
|      | Протокол | Алекс 57'        |

| Амстердам-Арена, Амстердам Глядачів: 32,841 Арбітр: Мануель Грефе (Німеччина) |

### Другі матчі
| 17 березня 2011 19:00 |

| Парі Сен-Жермен | 1 – 1    | Бенфіка    |
| --------------- | -------- | ---------- |
| Бодмер 35'      | Протокол | Гайтан 27' |

| Парк де Пренс, Париж Глядачів: 40,193 Арбітр: Вільям Коллам (Шотландія) |

Бенфіка перемогла з загальним рахунком 3–2.
| 17 березня 2011 19:00 |

| Манчестер Сіті | 1 – 0    | Динамо (Київ) |
| -------------- | -------- | ------------- |
| Коларов 39'    | Протокол |               |

| Сіті оф Манчестер, Манчестер Глядачів: 27,816 Арбітр: Джюнейт Чакір (Туреччина) |

Динамо (Київ) перемогло з загальним рахунком 2–1.
| 17 березня 2011 19:00 |

| Зеніт                    | 2 – 0    | Твенте |
| ------------------------ | -------- | ------ |
| Широков 16' Кержаков 38' | Протокол |        |

| Петровський, Санкт-Петербург Глядачів: 21,500 Арбітр: Йонас Ерікссон (Швеція) |

Твенте перемогло з загальним рахунком 3–2.
| 17 березня 2011 19:00 |

| Спартак (Москва)                       | 3 – 0    | Аякс |
| -------------------------------------- | -------- | ---- |
| Д. Комбаров 21' Веллітон 30' Алекс 54' | Протокол |      |

| Лужники, Москва Глядачів: 45,000 Арбітр: Мартін Аткінсон (Англія) |

Спартак (Москва) переміг з загальним рахунком 4–0.
| 17 березня 2011 21:05 |

| Порту              | 2 – 1    | ЦСКА      |
| ------------------ | -------- | --------- |
| Халк 1' Гуарін 24' | Протокол | Тошич 29' |

| Драгау, Порту Глядачів: 32,712 Арбітр: Кевін Блом (Нідерланди) |

Порту переміг з загальним рахунком 3–1.
| 17 березня 2011 21:05 |

| Рейнджерс | 0 – 1    | ПСВ      |
| --------- | -------- | -------- |
|           | Протокол | Ленс 14' |

| Айброкс, Глазго Глядачів: 35,373 Арбітр: Роберт Шьоргенхофер (Австрія) |

ПСВ переміг з загальним рахунком 1–0.
| 17 березня 2011 21:05 |

| Вільярреал            | 2 – 1    | Байєр 04     |
| --------------------- | -------- | ------------ |
| Касорла 33' Россі 61' | Протокол | Дердійок 82' |

| Ель-Мадрігал, Вільярреал Глядачів: 23,000 Арбітр: Бйорн Кейперс (Нідерланди) |

Вільярреал переміг з загальним рахунком 5–3.
| 17 березня 2011 21:05 |

| Ліверпуль | 0 – 0    | Брага |
| --------- | -------- | ----- |
|           | Протокол |       |

| Енфілд, Ліверпуль Глядачів: 37,494 Арбітр: Джанлука Роккі (Італія) |

Брага перемогла з загальним рахунком 1–0.

## Чвертьфінал
Жеребкування чвертьфіналів, півфіналів та фіналу відбулося 18 березня 2011 року в Ньйоні, Швейцарія. Перші матчі чвертьфіналів буде зіграно 7 квітня, другі — 14 квітня.
| Команда 1  | Заг.      | Команда 2 | 1-й матч | 2-й матч |
| ---------- | --------- | --------- | -------- | -------- |
| Порту      | 10:3      | Спартак   | 5:1      | 5:2      |
| Бенфіка    | 6:3       | ПСВ       | 4:1      | 2:2      |
| Вільярреал | 8:2       | Твенте    | 5:1      | 3:1      |
| Динамо     | 1:11 (гв) | Брага     | 1:1      | 0:0      |

### Перші ігри
| 7 квітня 2011 21:05 |

| Порту                                                   | 5 – 1    | Спартак (Москва) |
| ------------------------------------------------------- | -------- | ---------------- |
| Фалькао 37', 84', 90+2' Варела 65' Д. Комбаров 70' (аг) | Протокол | К. Комбаров 71'  |

| Драгау, Порту Глядачів: 38,209 Арбітр: Серж Гюмьєнні (Бельгія) |

| 7 квітня 2011 21:05 |

| Бенфіка                                  | 4 – 1    | ПСВ        |
| ---------------------------------------- | -------- | ---------- |
| Аймар 37' Сальвіо 45', 52' Савіола 90+4' | Протокол | Лабіяд 80' |

| Луж, Лісабон Глядачів: 60,026 Арбітр: Паоло Тальявенто (Італія) |

| 7 квітня 2011 21:05 |

| Вільярреал                                         | 5 – 1    | Твенте     |
| -------------------------------------------------- | -------- | ---------- |
| Марчена 23' Валеро 43' Нілмар 45+1', 81' Россі 55' | Протокол | Янко 90+1' |

| Ель-Медрігал, Вільярреал Глядачів: 19,094 Арбітр: Олексій Ніколаєв (Росія) |

| 7 квітня 2011 21:05 |

| Динамо (Київ) | 1 – 1    | Брага          |
| ------------- | -------- | -------------- |
| Ярмоленко 6'  | Протокол | Гусєв 13' (аг) |

| Стадіон «Динамо» імені Валерія Лобановського, Київ Глядачів: 16,150 Арбітр: Бйорн Кейперс (Нідерланди) |

### Другі ігри
| 14 квітня 2011 19:00 |

| Спартак (Москва)  | 2 – 5    | Порту                                                        |
| ----------------- | -------- | ------------------------------------------------------------ |
| Дзюба 52' Арі 72' | Протокол | Халк 28' К. Родрігес 45+2' Гуарін 47' Фалькао 54' Мікаел 89' |

| Лужники, Москва Глядачів: 20,000 Арбітр: Віктор Кашшаї (Угорщина) |

Порту переміг з загальним рахунком 10–3.
| 14 квітня 2011 21:05 |

| ПСВ                  | 2 – 2    | Бенфіка                         |
| -------------------- | -------- | ------------------------------- |
| Джуджак 17' Ленс 25' | Протокол | Луїзао 45+2' Кардосо 63' (пен.) |

| Філіпс Стадіон, Ейндговен Глядачів: 30,000 Арбітр: Вольфганг Штарк (Німеччина) |

Бенфіка перемогла з загальним рахунком 6–3.
| 14 квітня 2011 21:05 |

| Твенте      | 1 – 3    | Вільярреал                                 |
| ----------- | -------- | ------------------------------------------ |
| Байрамі 32' | Протокол | Россі 60' (пен.) Рубен 84' (пен.) Кані 90' |

| Гролс Весте, Енсхеде Глядачів: 23,000 Арбітр: Вільям Коллам (Шотландія) |

Вільярреал переміг з загальним рахунком 8–2.
| 14 квітня 2011 21:05 |

| Брага | 0 – 0    | Динамо (Київ) |
| ----- | -------- | ------------- |
|       | Протокол |               |

| Муніципальний стадіон, Брага Глядачів: 14,893 Арбітр: Йонас Ерікссон (Швеція) |

Брага пройшла далі завдяки більшій кількості голів, забитих на виїзді при загальному рахунку 1–1.

## Півфінал
Перші матчі півфіналів будуть зіграні 28 квітня, матчі-відповіді — 5 травня
| Команда 1 | Заг.       | Команда 2  | 1-й матч | 2-й матч |
| --------- | ---------- | ---------- | -------- | -------- |
| Бенфіка   | 2:2 (гв) 1 | Брага      | 2:1      | 0:1      |
| Порту     | 7:4        | Вільярреал | 5:1      | 2:3      |

### Перші матчі
| 28 квітня 2011 21:05 |

| Бенфіка                | 2 – 1    | Брага         |
| ---------------------- | -------- | ------------- |
| Жардел 50' Кардосо 59' | Протокол | Вандіньйо 53' |

| Луж, Лісабон Глядачів: 57,778 Арбітр: Крейг Томсон (Шотландія) |

| 28 квітня 2011 21:05 |

| Порту                                        | 5 – 1    | Вільярреал |
| -------------------------------------------- | -------- | ---------- |
| Фалькао 49' (пен.), 67', 75', 90' Гуарін 61' | Протокол | Кані 45'   |

| Драгау, Порту Глядачів: 44,719 Арбітр: Бйорн Кейперс (Нідерланди) |

### Другі матчі
| 5 травня 2011 21:05 |

| Брага        | 1 – 0    | Бенфіка |
| ------------ | -------- | ------- |
| Куштодіу 19' | Протокол |         |

| Муніципальний стадіон, Брага Глядачів: 25,384 Арбітр: Мартин Аткинсон (Англія) |

Брага пройшла далі завдяки більшій кількості голів, забитих на виїзді при загальному рахунку 2–2.
| 5 травня 2011 21:05 |

| Вільярреал                              | 3 – 2    | Порту                         |
| --------------------------------------- | -------- | ----------------------------- |
| Кані 17' Капдевіла 75' Россі 80' (пен.) | Протокол | Мусаккьо 39' (аг) Фалькао 48' |

| Ель-Медрігал, Вільярреал Глядачів: 22,000 Арбітр: Джанлука Роккі (Італія) |

Порту переміг з загальним рахунком 7–4.

### Фінал
Фінал відбувся 18 травня у Дубліні на стадіоні «Авіва».
| 18 травня 2011 20:45 CET |

| Порту       | 1:0            | Брага |
| ----------- | -------------- | ----- |
| 44' Фалькао | Протокол матчу |       |

| «Авіва-Стедіум», Дублін Глядачів: 45,391 Арбітр: Карлос Веласко Карбальо (Іспанія) |